# نادي طيران الهند
طيران الهند نادي كرة قدم هندي أسسه أناند براجاباتي في عام 1952، ومقره في مومباي في ماهاراشترا. ترعى النادي شركة طيران الهند وقد حظي ببعض النجاحات في دوري مومباي لكرة القدم.
تأسس نادي طيران الهند لكرة القدم عام 1952، وهو أحد أقدم الفرق المؤسسية في البلاد. وعلى الرغم من عدم اعتباره أبدًا من الفرق المرشحة للفوز بلقب الدوري الأول، إلا أن النادي الذي يتخذ من مومباي مقراً له أثبت في كثيرٍ من الأحيان أنه شوكة في الجسد[بحاجة لإعادة كتابة] للعديد من الأندية الكبرى. كان الفريق يلعب في الدوري الوطني لكرة القدم ولكن تمت ترقيتهم إلى الدرجة الممتازة وحافظوا على مركزهم فيه إلى الآن. النادي بشكل عام ذو ميزانية المنخفضة، وقد جاء أفضل إنجاز له في الدوري الوطني لكرة القدم (الآن الدوري الأول) في موسم 1997–98 عندما احتلوا المركز السادس في الجدول وحصل مدربهم بيمال جوش على جائزة أفضل مدرب.
فاز النادي بالدوري المحلي في مومباي أربع مرات، ويشتهر برعايته للاعبين صغار سن. لعب العديد من هؤلاء الأولاد بامتياز مع فرق أكبر في السنوات اللاحقة. 

## التاريخ
كان نادي طيران الهند يلعب في دوري هاروود الممتاز منذ 1980. تأهل الفريق بعد ذلك لدوري كرة القدم الوطني في عام 1995. في عام 1996، احتل النادي المركز السادس في الدوري ثم الخامس في عام 1997.
بعد هبوطه إلى الدرجة الثانية في عام 1998، شق طيران الهند طريقه مرة أخرى إلى الدرجة الأولى في العام التالي ولعب في الدوري الوطني لكرة القدم في عام 2000 أيضًا. شهدت السنوات من 2001 إلى 2004 مرور نادي طيران الهند بمرحلة صعبة حيث كانوا يلعبون في دوري الدرجة الثانية. في عام 2005 تأهل الفريق إلى الدرجة الأولى في الدوري الوطني لكرة القدم ثم شهد عام 2007 احتلال طيران الهند المركز السابع وكان بطل مومباي هاروود في عام 2005. 
في 25 فبراير 2012، أُعلن أن الشركة الأم طيران الهند ليس لديها أي خطط لتحقيق معايير الاتحاد الآسيوي المطلوبة للعب في الدوري، وبالتالي قد يؤدي ذلك إلى طي النادي بحلول نهاية موسم 2011-12 الدوري الهندي للمحترفين.

## الشعار
لطالما استخدمت شركة طيران الهند شعارًا مختلفًا عن شعار الشركة الأم. في لموسم 2011-12، استخدمت الخطوط الجوية الهندية شعار الوالدين على القميص الخاص بالملعب وخارجه.

## الألوان
لمواكبة صورتهم كراعٍ لشركة طيران الهند للطائرات قرر النادي جعل ألوان النادي حمراء وهو اللون المرتبط بطائرة طيران الهند.

## ملعب
لعب طيران الهند على ملعب كوبريج جراوند جميع مبارياته على أرضه. اعتبارًا من اليوم، يلعب نادي طيران الهند على ملعب كوبريج جراوند ذي الـ12000 مقعد. أثناء إجراء التجديدات، أقام النادي مبارياته في مجمع شري شيف شاتراباتي الرياضي في بونه.

## ملكية
منذ البداية، كان نادي طيران الهند لكرة القدم مملوكًا لشركة الخطوط الجوية الهندية التي تمتلك حاليًا مركزًا في مطار شاتراباتي شيفاجي الدولي في مومباي حيث يقع النادي.

## مصنعو المعدات ورعاة القمصان
| فترة      | الشركة المصنعة للمجموعة | راعي القميص |
| --------- | ----------------------- | ----------- |
| 2000–2011 | -                       | طيران الهند |
| 2011–الآن | ستار إمباكت             | طيران الهند |

## إدارة الفريق
اعتبارًا من 2 مارس 2013
| الاسم           | الوظيفة              |
| --------------- | -------------------- |
| نوشاد موسى      | المدير الفني للمنتخب |
| أنتوني فرنانديز | مساعد مدرب           |
| يوسف أنصاري     | مدرب حراسة المرمى    |
| جوجيندر ثابا    | مدير مرشد            |
| سانديب كورالي   | فيزيو                |
| سيمون دي سوزا   | مدير الإعلام         |

## مرتبة الشرف

### المحلي
- الدوري الوطني لكرة القدم الدرجة الثانية

الفائزون: 1999-00
- كأس دوراند

الفائز: 2012

## الحواشي
1. ↑  ":::: THE AIFF ::::". مؤرشف من الأصل في 2010-01-03. اطلع عليه بتاريخ 2020-11-22.{{استشهاد ويب}}:  صيانة الاستشهاد: BOT: original URL status unknown (link)
2. ↑  ":::: THE AIFF ::::". مؤرشف من الأصل في 2010-01-03. اطلع عليه بتاريخ 2020-11-22.{{استشهاد ويب}}:  صيانة الاستشهاد: BOT: original URL status unknown (link)
3. ↑  "Indian Football News 25th February 2012 – Mohammedan SC and Kalighat MS suffer crippling blows before div two final round". The Hard Tackle. مؤرشف من الأصل في 2016-10-11. اطلع عليه بتاريخ 2012-04-14.

## روابط خارجية
- ملف Air India Goal.com الشخصي